# Martin Vosseler
Martin Georg Vosseler (* 4. Oktober 1948 in Basel; † 23. Oktober 2019 ebenda) war ein Schweizer Arzt, Friedens- und Umweltaktivist und Autor.

## Leben
Vosseler, ein Sohn von Paul Vosseler, besuchte die Primar- und Mittelschule in Basel. Sein Medizinstudium in Basel schloss er 1976 mit der Dissertation ab. Von 1974 bis 1979 war er Assistenzarzt am Kantonsspital Basel und anschliessend Research Fellow an der Harvard Medical School in Boston, USA. Von 1982 bis 1995 hatte er eine Praxis für Innere Medizin und Psychosomatik in Basel.
Nachdem er sich bereits 1975 an den Protesten gegen das geplante Kernkraftwerk Kaiseraugst beteiligt hatte, schloss er sich der Internationalen Ärztevereinigung zur Verhinderung eines Atomkrieges an und gründete 1981 deren Schweizer Sektion. Er initiierte 1985 die Ärzteaktion «Luft ist Leben», Vorläufer der 1987 gegründeten Organisation Ärztinnen und Ärzte für Umweltschutz. Nach einem Besuch des Friedensmuseums Hiroshima Ende der 1980er Jahre verweigerte er den Dienst als Hauptmann der Schweizer Armee und büsste dies 1990 mit einer Gefängnisstrafe von 30 Tagen in Halbgefangenschaft ab.
Vosseler engagierte sich intensiv für den Naturschutz. 1993 beteiligte er sich mit seinem Freund Bruno Manser an einer Fastenaktion vor dem Bundeshaus in Bern und fastete 41 Tage als Protest gegen Importe von Tropenholz. Im Jahr 2004 war Vosseler – in Zusammenarbeit mit der Organisation «Regio ohne Zollfreistrasse» (RoZ) – die Hauptfigur eines Protestcamps am Fluss Wiese in Riehen gegen den Bau einer Zollfreistrasse zwischen Weil am Rhein und Lörrach. Nach der Räumung des Camps trat er 2006 in den Hungerstreik. Nach einer Abstimmung im gleichen Jahr hatten Vosseler und die RoZ die Mehrheit der Stimmbevölkerung des Kantons Basel-Stadt hinter sich. Dennoch konnte der Bau der Strasse nicht verhindert werden.
1993 gründete Vosseler die Stiftung SONNEschweiz und 1997 die Organisation Sun21, die jährlich ein Internationales Energieforum zur Förderung von Energieeffizienz und erneuerbaren Energien ausrichtet.
Von Oktober 2006 bis Mai 2007 überquerten er und seine Crew, darunter Beat von Scarpatetti, zum ersten Mal in der Geschichte den Atlantischen Ozean mit einem solarbetriebenen Boot, dem Solarkatamaran Sun21. 2007 wurde er für seinen Einsatz für die Förderung der Sonnenenergienutzung sowohl mit dem Schweizer als auch mit dem Europäischen Solarpreis ausgezeichnet.

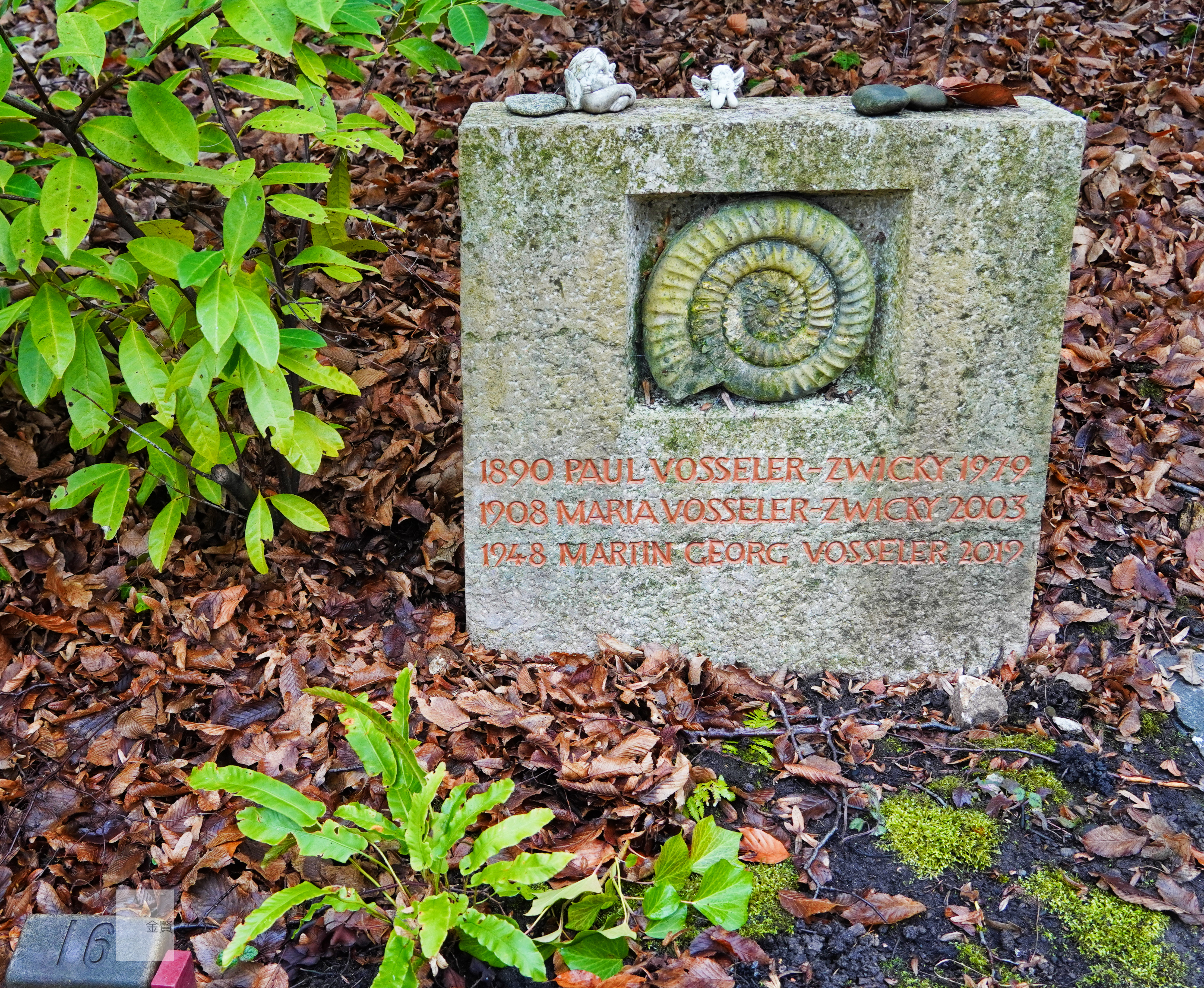
Grabstein Paul und Maria Vosseler-Zwicky und Martin Georg Vosseler

Mit grossen Wanderungen warb Vosseler für Solarenergie und Erneuerbare Energien. 2003 reiste er zu Fuss von Basel nach Jerusalem, von Januar bis August 2008 durchwanderte Vosseler die Vereinigten Staaten von Los Angeles nach Boston und 2011 wanderte er von Basel nach Sankt Petersburg.
Martin Vosseler starb, knapp drei Wochen nach seinem 71. Geburtstag, im Oktober 2019 bei einem Verkehrsunfall in Basel. Er stürzte mit seinem Fahrrad und wurde daraufhin von einem Lastwagen überrollt. 2022 wurde der Lastwagenfahrer von einem Gericht von der fahrlässigen Tötung freigesprochen.
Er wurde am 11. November 2019 auf dem Friedhof am Hörnli in Riehen beerdigt.

## Veröffentlichungen
- Strandgut. Strichgeschichtgedichte und andere Kritzeleien. Emu-Verlag, Lahnstein 2013, ISBN 978-3-89189-207-7.
- Asien. Auf den Spuren der Herzenswärme. Mit Gedichten von Rainer Maria Rilke. Emu-Verlag, Lahnstein 2012, ISBN 978-3-89189-201-5.
- Der Sonne entgegen. Zu Fuss von Basel nach Jerusalem für 100 Prozent erdverträgliche Energie. Emu-Verlag, Lahnstein 2010, ISBN 978-3-89189-190-2.
- Mit Solarboot und Sandalen. Leise um die halbe Welt – die erdverträgliche Entdeckung Amerikas. SunKalinago, Transatlantic21, SunWalk 2008. Emu-Verlag, Lahnstein 2010, ISBN 978-3-89189-191-9.
- ’s Wölggli. Die kleine Wolke. Le petit nuage. The little cloud. Schudel, Riehen 1985, ISBN 3-85895-852-2.
- Was soll’s? D’Gschicht vom Wunderli. Schudel, Riehen 1982, ISBN 3-85895-821-2.